# Red de Bibliotecas de las Fuerzas Armadas
La Red de Bibliotecas de las Fuerzas Armadas - REBIFA es una red de bibliotecas pertenecientes a diferentes organismos militares de la República Argentina. Su objetivo es coordinar, concentrar y difundir toda información bibliográfica de interés en el ámbito de Defensa Nacional, Historia, Ciencia y Tecnología Militar, para ello cuenta con un catálogo en línea con 190 000 registros que se pueden consultar desde la página web del Ministerio de Defensa.
Su visión es ser el referente en la búsqueda de información bibliográfica de la comunidad interna y externa de las FF. AA. y de Seguridad, y a su vez transmitir al conjunto de la sociedad, información indispensable para que toda la ciudadanía conozca la temática de Defensa.
REBIFA está formada por:
- Bibliotecas titulares de las diferentes dependencias del Ministerio de Defensa, de las Fuerzas Armadas Argentinas y del Estado Mayor Conjunto.
- Bibliotecas adherentes de las Fuerzas de Seguridad de Argentina.

Cada biblioteca está representada por su bibliotecario, jefe o encargado designado por el Organismo.

## Historia
REBIFA nació en 1989, con antecedentes que se remontan a 1951 y 1974, siendo reconocida en 1993 por la Resolución N.º 1395 del Ministerio de Defensa, y en 2013 por la Resolución n.º 483, del 13 de noviembre, se crea el Programa de Fortalecimiento y Apoyo a REBIFA. Actualmente participan de ella 61 bibliotecas de distintas entidades militares. 
Forma parte de Reciaria red de redes de información, que actúa como una comunidad de redes de bibliotecas y sistemas de información de la República Argentina.

## Bibliotecas integrantes

### Ciudad Autónoma de Buenos Aires
Ministerio de Defensa
- Biblioteca Coronel Manuel José Olascoaga"
- Biblioteca de Defensa "Generala Juana Azurduy", Ministerio de Defensa
- Biblioteca del Centro Argentino de Datos Oceanográficos
- Biblioteca del Instituto de Inteligencia de las Fuerzas Armadas
- Biblioteca General de División (R) Don Juan Enrique Guglialmelli, Facultad de la Defensa Nacional
- Biblioteca Nacional de Meteorología Ingeniero Alfredo Galmarini
- Biblioteca Técnica del Servicio de Hidrografía Naval

Estado Mayor Conjunto de las Fuerzas Armadas
- Biblioteca General Manuel José Joaquín del Corazón de Jesús Belgrano
- Biblioteca General Belgrano
- Biblioteca Dr. Isidoro Ruiz Moreno
- Biblioteca "Vicecomodoro Juan Rawson Bustamante", Escuela Superior de Guerra Aérea
- Biblioteca "Héroes de Malvinas", Escuela Superior de Guerra Conjunta

Ejercito Argentino
- Biblioteca Central del Ejército "General Doctor Benjamín Victorica"
- Biblioteca "General de División Joaquín Viejobueno"
- Biblioteca del Servicio Histórico del Ejército
- Biblioteca "General Don Manuel Nicolás Savio"
- Biblioteca Patricios de Buenos Aires
- Biblioteca "General Doctor Manuel Belgrano"

Armada Argentina
- Biblioteca "Capitán de Fragata Don Carlos María Moyano"
- Biblioteca "Capitán de Fragata Teodoro Caillet Bois"
- Biblioteca de la Dirección General de Asuntos Jurídicos de la Armada
- Biblioteca de la Escuela Nacional de Náutica "Manuel Belgrano"
- Biblioteca de la Escuela Nacional Fluvial "Juan Carlos Fromentín"

Fuerza Aérea Argentina
- Biblioteca Nacional de Aeronáutica

Organismos adherentes a la Red de Bibliotecas de las Fuerzas Armadas (REBIFA)
- Biblioteca Antártica
- Biblioteca “Capitán de Fragata Héctor R. Ratto”
- Biblioteca Nacional Militar "General de División Agustín Pedro Justo"
- Biblioteca de la Escuela Superior de Gendarmería Nacional, Escuela Superior de Gendarmería Nacional "General de Brigada Don Manuel María Calderón"
- Biblioteca del Servicio Histórico de Gendarmería Nacional

### Gran Buenos Aires
Ministerio de Defensa
- Biblioteca Central

Ejército Argentino
- Biblioteca Islas Malvinas
- Biblioteca “Manuel Belgrano”
- Biblioteca de la Agrupación de Inteligencia de Campo de Mayo

Armada Argentina
- Biblioteca “Capitán de Navío Juan Carlos Sidders”
- Biblioteca “Contraalmirante Manuel José García Mansilla”

Fuerza Aérea Argentina
- Biblioteca “Carola Lorenzini”
- Biblioteca Ingeniero Primitivo Padilla
- Biblioteca del Instituto de Formación Ezeiza

Estado Mayor Conjunto de las Fuerzas Armadas
- Biblioteca CAECOPAZ

Organismos adherentes a la Red de Bibliotecas de las Fuerzas Armadas (REBIFA)
- Biblioteca “Comandante Rubén Raúl Aguirre”
- Biblioteca “Mariano Moreno”

### Provincia de Buenos Aires
Armada Argentina
- Biblioteca Buque Pesquero Angelito y Amapola
- Biblioteca “Contraalmirante Gregorio A. Portillo”
- Biblioteca del Arsenal Aeronaval Comandante Espora
- Biblioteca de la Escuela de Oficiales de la Armada
- Biblioteca de la Escuela de Suboficiales de la Armada
- Biblioteca de la Escuela de Técnicas y Tácticas Navales
- Biblioteca del Hospital Naval Puerto Belgrano
- Biblioteca del Museo de la Aviación Naval
- Biblioteca del Taller Aeronaval Punta Indio

### Provincia de Santa Fe
Fuerza Aérea Argentina
- Biblioteca “Valentín Hugo Herrera”

### Provincia de Córdoba
Fuerza Aérea Argentina
- Biblioteca del Cadete “Cadete de IV año Walter Goy“
- Biblioteca del Instituto Universitario Aeronáutico

Ejército Argentino
- Biblioteca “Regente de Estudios Profesor Rodolfo A. Cazajous”

### Provincia de Mendoza
Ejército Argentino
- Biblioteca del Liceo Militar General Espejo

### Provincia de Salta
Ejército Argentino
- Biblioteca y Museo Histórico del Regimiento de Caballería de Exploración Montaña 5 "General Güemes"

### Provincia de Tucumán
Ejército Argentino
- Biblioteca José Hernández

### Provincia de Misiones
Armada Argentina
- Biblioteca del Liceo Naval Militar "Almirante Storni"

### Provincia de Río Negro
Ejército Argentino
- Biblioteca Virgen de las Nieves

### Provincia de Santa Cruz
Armada Argentina
- Biblioteca Goleta Santa Cruz

### Provincia de Tierra del Fuego Antártida Argentina. Base Marambio
Fuerza Aérea Argentina
- Biblioteca Vicecomodoro Mario Luis Olezza

## Actividades
Entre sus propósitos se encuentra la capacitación profesional permanente al personal integrante de sus bibliotecas. A través de cursos y seminarios se brindan actualizaciones en diferentes técnicas bibliotecarias y documentales.
Anualmente organiza un Encuentro Federal de REBIFA, para el fortalecimiento de los miembros de la red y la divulgación de los productos y servicios de las bibliotecas que la componen.